# Датунашвили, Елена Николаевна
Елена Николаевна Датунашвили, (2 апреля 1923, Ростов-на-Дону, Донская область — 1994, Ялта, Автономная Республика Крым) — советский учёный в области химии винограда и вина (энолог), доктор технических наук с 1975 года, профессор с 1996 года.

## Биография
Родилась в 1923 году в городе Ростове-на-Дону. Окончила в 1946 году Краснодарский институт пищевой промышленности. С 1946 в Крыму на научно-исследовательских работе во ВНИИВиВ "Магарач", ученица профессора В. Н. Нилова, с 1968 года заведующая лабораторией биохимии винограда и вина. Доктор технических наук (1975), профессор (1997). 

## Научная деятельность
Ей разработаны и внедрены в производство технологии: переработки винограда с использованием пектолитических ферментных препаратов; стабилизации соков и вин иммобилизованными кислыми протеазами; осветления и стабилизации вин к коллоидным помутнениям с помощью ферментных препаратов и флокулянта полиоксиэтилена; стабилизации вин с использованием полиферментной смеси специального состава и других. Научной школе Е. Н. Датунашвили принадлежат труды по изучению ферментов виноградной ягоды, винных дрожжей, яблок; новые технологические приемы приготовления высококачественных вин из прессовых фракций сусла, частично пораженного серой гнилью винограда; технология переработки сладких виноградных выжимок на спирт и виннокислую известь. 
Под её руководством защищено 33 кандидатских и 3 докторских диссертации: Павленко Н. М., Ежов В. Н., Гержикова В. Г. 
Автор 200 научных работ, в том числе 16 изобретений. Награждена орденом "Знак Почёта". Умерла в 1994 году в Ялте.

## Семья
Муж - винодел профессор Г. Г. Валуйко. Сын, дочь.